# Communauté de communes Asse Bléone Verdon
La communauté de communes Asse Bléone Verdon est une communauté de communes française créée le 1er janvier 2013, située dans le département des Alpes-de-Haute-Provence et la région Provence-Alpes-Côte d'Azur.

## Historique
Le schéma départemental de coopération intercommunale (SDCI) de 2011 prévoyait la fusion des communautés de communes des Trois Vallées et de l'Asse et de ses Affluents ainsi que le rattachement de cinq communes isolées (Aiglun, Champtercier, Moustiers-Sainte-Marie, Sainte-Croix-du-Verdon et Saint-Jurs). Par ailleurs, l'inclusion de Mézel met fin à la discontinuité territoriale qui existait au temps de la communauté de communes des Trois Vallées.
La communauté de communes Asse Bléone Verdon est créée le 1er janvier 2013.
La loi no 2015-991 du 7 août 2015 portant nouvelle organisation territoriale de la République, dite « loi NOTRe », impose aux établissements publics de coopération intercommunale à fiscalité propre une population supérieure à 15 000 habitants, avec des dérogations, sans pour autant descendre en dessous de 5 000 habitants. Avec une population municipale de 23 067 habitants en 2012, la communauté de communes Asse Bléone Verdon peut se maintenir. Le SDCI, dévoilé en octobre 2015, proposait la fusion avec les communautés de communes du Pays de Seyne, de la Moyenne Durance, des Duyes et Bléone et de Haute Bléone. La nouvelle structure intercommunale (pôle dignois), qui deviendra une communauté d'agglomération, constituera « un pôle d'attraction et de transition entre l'ouest du département, organisé autour du pôle manosquin et le long du val de Durance, et l'est du département, […] à dominante rurale ».
Le retrait de Saint-Julien-d'Asse de la communauté de communes, afin qu'elle rejoigne le pôle manosquin, constitué par la communauté d'agglomération Durance Luberon Verdon, ayant été rejeté, aucune autre modification n'a été apportée après la réunion de la commission départementale de coopération intercommunale du 21 mars 2016, à l'issue de l'adoption du SDCI le 25 mars.
La fusion a été prononcée par l'arrêté préfectoral no 2016-294-002 du 21 octobre 2016 ; la nouvelle structure intercommunale portera le nom de « Provence Alpes Agglomération ».

## Territoire communautaire

### Géographie
La communauté de communes est située dans l'arrondissement de Digne-les-Bains et s'étend du centre au sud du département des Alpes-de-Haute-Provence.
Le bassin dignois reste toutefois éloigné de l'autoroute A51 reliant le Val de Durance à Aix-en-Provence et à Marseille et « les communications avec les départements limitrophes et zones urbaines d'influence […] ne sont pas optimales », bien que desservie par la route nationale 85 (vers le val de Durance, ou encore la Côte d'Azur via la route nationale 202 à partir de Barrême).

### Composition
La communauté de communes contenait les communes d'Aiglun, Beynes, Bras-d'Asse, Champtercier, Châteauredon, Digne-les-Bains, Entrages, Estoublon, Majastres, Marcoux, Mézel, Moustiers-Sainte-Marie, La Robine-sur-Galabre, Sainte-Croix-du-Verdon, Saint-Jeannet, Saint-Julien-d'Asse et Saint-Jurs.

### Démographie
| 1968   | 1975   | 1982   | 1990   | 1999   | 2008   | 2013   |
| ------ | ------ | ------ | ------ | ------ | ------ | ------ |
| 17 236 | 18 362 | 18 751 | 20 580 | 21 065 | 23 227 | 22 686 |

## Administration

### Siège
La communauté de communes siège à Digne-les-Bains.

### Les élus
La communauté de communes est gérée par un conseil communautaire composé de 46 membres représentant chacune des communes membres et élus habituellement pour une durée de six ans.
Ils sont répartis comme suit :
| Nombre de délégués | Communes |
| ------------------ | --- |
| 16                 | Digne-les-Bains |
| 5                  | Aiglun |
| 4                  | Champtercier |
| 3                  | Mézel, Moustiers-Sainte-Marie |
| 2                  | Bras-d'Asse, Estoublon, Marcoux |
| 1                  | Beynes, Châteauredon, Entrages, Majastres, La Robine-sur-Galabre, Sainte-Croix-du-Verdon, Saint-Jeannet, Saint-Julien-d'Asse, Saint-Jurs |

### Présidence
| Nom | Nom                      | Parti | Début | Fin         | Fonctions                                                           |
| --- | ------------------------ | ----- | ----- | ----------- | ------------------------------------------------------------------- |
|     | Serge Gloaguen           | DVG   | 2013  | 2014        | Maire de Digne-les-Bains (2001-2014)                                |
|     | Patricia Granet-Brunello | DVG   | 2014  | En fonction | Maire de Digne-les-Bains (2014-) Conseillère départementale (2015-) |

Le conseil communautaire compte neuf vice-présidents, ils sont élus par ce même conseil et reçoivent une délégation de fonctions.
|    | Nom | Nom              | Parti | Mandats                                 | Qualité                                                |
| -- | --- | ---------------- | ----- | --------------------------------------- | ------------------------------------------------------ |
| 01 |     | Jean Arnaud      | PCF   | Maire de Bras-d'Asse                    | Délégué à la petite enfance                            |
| 02 |     | Daniel Jugy      | LR    | Maire d'Aiglun                          | Délégué aux finances et personnel                      |
| 03 |     | Philip Nicolosi  |       | Conseiller municipal de Digne-les-Bains | Délégué au développement économique                    |
| 04 |     | Patricia Brun    |       | Maire de Moustiers-Sainte-Marie         | Déléguée à l’environnement                             |
| 05 |     | Bernard Teyssier |       | Conseiller municipal de Digne-les-Bains | Délégué au tourisme                                    |
| 06 |     | Régine Ailhaud   | PS    | Maire de Champtercier                   | Déléguée à l’Aménagement de l’espace                   |
| 07 |     | Alain Sfrecola   |       | Conseiller municipal de Digne-les-Bains | Délégué aux équipements culturels et à l’environnement |
| 08 |     | Pierre Suzor     |       | Maire de Mézel                          | Délégué au thermalisme et bien-être                    |
| 09 |     | Patrick Reinaudo |       | Maire de Marcoux                        | Délégué à la voirie, éclairage public et sentiers      |

### Compétences
L'intercommunalité exerce des compétences qui lui sont déléguées par les communes membres.
Ces compétences sont :
- développement et aménagement économique ;
- aménagement de l'espace ;
- environnement et cadre de vie ;
- infrastructures ;
- voirie ;
- développement touristique ;
- production et distribution d'énergie ;
- développement et aménagement social et culturel.

### Régime fiscal et budget
La communauté de communes applique la fiscalité professionnelle unique.
- Total des produits de fonctionnement : 450 000 €uros, soit 327 €uros par habitant
- Total des ressources d’investissement : 254 000 €uros, soit 185 €uros par habitant
- Endettement : 197 000 €uros, soit 143 €uros par habitant[9].